# Unione Sportiva Foggia 1969-1970
Questa pagina raccoglie i dati riguardanti l'Unione Sportiva Foggia nelle competizioni ufficiali della stagione 1969-1970.

## Stagione
Il Foggia nel campionato di Serie B 1969-1970 si classifica al secondo posto a pari punti con il Catania, venendo promossa in Serie A.
In Coppa Italia, dopo aver vinto il girone 7, non viene ammessa ai quarti di finale perché perse lo spareggio con la Juventus.

## Organigramma societario
Area direttiva
- Presidente: Antonio Fesce

Area tecnica
- Allenatore: Tommaso Maestrelli

## Rosa
| N. |                   | Ruolo | Calciatore           |
| -- | ----------------- | ----- | -------------------- |
|    | Italia (bandiera) | P     | Doriano Crespan      |
|    | Italia (bandiera) | P     | Raffaele Trentini    |
|    | Italia (bandiera) | P     | Sergio Malagutti     |
|    | Italia (bandiera) | D     | Mauro Colla          |
|    | Italia (bandiera) | D     | Eugenio Fumagalli    |
|    | Italia (bandiera) | D     | Giuseppe Fusi        |
|    | Italia (bandiera) | D     | Claudio Montepagani  |
|    | Italia (bandiera) | D     | Giovanni Pirazzini   |
|    | Italia (bandiera) | D     | Orio Luciano Teneggi |
|    | Italia (bandiera) | D     | Ambrogio Valadè      |
|    | Italia (bandiera) | C     | Alberto Bigon        |

| N. |                   | Ruolo | Calciatore         |
| -- | ----------------- | ----- | ------------------ |
|    | Italia (bandiera) | C     | Pietro Camozzi     |
|    | Italia (bandiera) | C     | Paolo Garzelli     |
|    | Italia (bandiera) | C     | Giorgio Maioli     |
|    | Italia (bandiera) | C     | Luciano Re Cecconi |
|    | Italia (bandiera) | C     | Pino Turola        |
|    | Italia (bandiera) | C     | Luigi Villa        |
|    | Italia (bandiera) | A     | Renato Mola        |
|    | Italia (bandiera) | A     | Franco Pezzato     |
|    | Italia (bandiera) | A     | Nello Saltutti     |
|    | Italia (bandiera) | A     | Claudio Turella    |
|    | Italia (bandiera) | A     | Franco Vanzini     |

## Risultati

### Serie B

#### Girone di andata
| Arbitro: | Lattanzi (Roma) |

|           |           |  |
| Bigon 25’ | Marcatori |  |

| Arbitro: | Mascali (Desenzano del Garda) |

|              |           |          |
| 9’ Barontini | Marcatori | 32’ Mola |

| Arbitro: | Barbaresco (Cormons) |

|             |           |                               |
| Morelli 31’ | Marcatori | 50’ Bigon 64’ Colla 70’ Bigon |

| Arbitro: | Calì (Roma) |

|             |           |  |
| 10’ Vanzini | Marcatori |  |

| Arbitro: | Serafino (Roma) |

|  |           |           |
|  | Marcatori | 56’ Bigon |

| Arbitro: | Moretto (San Donà di Piave) |

|                      |           |  |
| 70’ Maioli 85’ Bigon | Marcatori |  |

| Arbitro: | Vacchini (Milano) |

|                           |           |  |
| 25’ Roffi 42’ Guglielmoni | Marcatori |  |

| Arbitro: | Frasso (Caserta) |

|           |           |               |
| 70’ Bigon | Marcatori | 83’ Salvemini |

| Arbitro: | Mascali (Desenzano del Garda) |

|                    |           |  |
| Mola 26’ Bigon 43’ | Marcatori |  |

| Arbitro: | Carminati (Milano) |

|  |           |          |
|  | Marcatori | 18’ Mola |

| Arbitro: | Cantelli (Firenze) |

|                       |           |  |
| Garzelli 29’ Mola 49’ | Marcatori |  |

| Catania 7 dicembre 1969 12ª giornata | Catania       | 0 – 0 | Foggia | Stadio Cibali\| Arbitro: \| Motta (Monza) \| |
| Arbitro:                             | Motta (Monza) |       |        |                                              |

| Arbitro: | Serafino (Roma) |

|            |           |                    |
| Pirola 15’ | Marcatori | 40’ (rig.) Camozzi |

| Arbitro: | Bianchi (Firenze) |

|                                           |           |  |
| 27’ (rig.) Camozzi 41’ Bigon 88’ Garzelli | Marcatori |  |

| Arbitro: | Barbaresco (Cormons) |

|             |           |  |
| Montorsi 7’ | Marcatori |  |

| Arbitro: | Lo Bello (Siracusa) |

|             |           |  |
| Bettega 84’ | Marcatori |  |

| Arbitro: | Angonese (Mestre) |

|                                              |           |                                              |
| Saltutti 30’ Camozzi 64’ (rig.) Saltutti 82’ | Marcatori | 13’ Meregalli 48’ (rig.) Meregalli 51’ Rolla |

| Arbitro: | Lazzaroni (Milano) |

|              |           |                    |
| Saltutti 49’ | Marcatori | Damiano 31’ (rig.) |

| Arbitro: | Trono (Torino) |

|            |           |  |
| Santon 47’ | Marcatori |  |

#### Girone di ritorno
| Bergamo 1º febbraio 1970 20ª giornata | Atalanta         | 0 – 0 | Foggia | Stadio Comunale\| Arbitro: \| Gonella (Torino) \| |
| Arbitro:                              | Gonella (Torino) |       |        |                                                   |

| Arbitro: | Sbardella (Roma) |

|             |           |  |
| Camozzi 49’ | Marcatori |  |

| Arbitro: | Carminati (Milano) |

|                           |           |                             |
| Saltutti 56’ Saltutti 86’ | Marcatori | 11’ Andreuzza 28’ Benvenuto |

| Arbitro: | Barbaresco (Cormons) |

|                       |           |              |
| Busatta 2’ Rigato 84’ | Marcatori | 52’ Villa L. |

| Arbitro: | Bernardis (Trieste) |

|              |           |  |
| 58’ Villa L. | Marcatori |  |

| Cesena 8 marzo 1970 25ª giornata | Cesena                | 0 – 0 | Foggia | Stadio La Fiorita\| Arbitro: \| De Marchi (Pordenone) \| |
| Arbitro:                         | De Marchi (Pordenone) |       |        |                                                          |

| Arbitro: | Bianchi (Firenze) |

|                   |           |                               |
| Mola 46’ Mola 90’ | Marcatori | 68’ Merighi R. 82’ Merighi R. |

| Arbitro: | Michelotti (Parma) |

|                                       |           |                    |
| Ciclitira 7’ Vannini 11’ Solbiati 45’ | Marcatori | 30’ (rig.) Camozzi |

| Reggio Emilia 5 aprile 1970 28ª giornata | Reggiana            | 0 – 0 | Foggia | Stadio Mirabello\| Arbitro: \| Francescon (Padova) \| |
| Arbitro:                                 | Francescon (Padova) |       |        |                                                       |

| Arbitro: | Angonese (Mestre) |

|             |           |  |
| Villa L. 9’ | Marcatori |  |

| Arbitro: | Bernardis (Trieste) |

|  |           |           |
|  | Marcatori | 24’ Bigon |

| Foggia 26 aprile 1970 31ª giornata | Foggia             | 0 – 0 | Catania | Stadio Pino Zaccheria\| Arbitro: \| Picasso (Chiavari) \| |
| Arbitro:                           | Picasso (Chiavari) |       |         |                                                           |

| Arbitro: | Pieroni (Roma) |

|          |           |              |
| Mola 51’ | Marcatori | 11’ Vallongo |

| Arbitro: | Gonella (Torino) |

|            |           |              |
| Stevan 78’ | Marcatori | 90’ Villa L. |

| Foggia 17 maggio 1970 34ª giornata | Foggia            | 0 – 0 | Mantova | Stadio Pino Zaccheria\| Arbitro: \| D'Agostini (Roma) \| |
| Arbitro:                           | D'Agostini (Roma) |       |         |                                                          |

| Arbitro: | De Marchi (Pordenone) |

|                        |           |  |
| Saltutti 65’ Bigon 76’ | Marcatori |  |

| Arbitro: | Bernardis (Trieste) |

|  |           |                                     |
|  | Marcatori | 20’ Saltutti 85’ (aut.) Castelletti |

| Arezzo 7 giugno 1970 37ª giornata | Arezzo          | 0 – 0 | Foggia | Stadio Comunale\| Arbitro: \| Acernese (Roma) \| |
| Arbitro:                          | Acernese (Roma) |       |        |                                                  |

| Arbitro: | Barbaresco (Cormons) |

|                                      |           |            |
| Mola 11’ Maioli 28’ (rig.) Bigon 53’ | Marcatori | 65’ Santon |

#### Girone eliminatorio
| Arbitro: | Clerico (Chiavari) |

|          |           |  |
| Mola 15’ | Marcatori |  |

| Arbitro: | Motta (Monza) |

|              |           |  |
| Garzelli 55’ | Marcatori |  |

| Arbitro: | Cantelli (Firenze) |

|                                                      |           |  |
| Perucconi 73’ Ferrario 75’ (rig.) Teneggi 80’ (aut.) | Marcatori |  |

#### Spareggio
| Arbitro: | Branzoni (Pavia) |

|                        |           |              |
| Zigoni 3’ Anastasi 24’ | Marcatori | 84’ Villa L. |

## Statistiche

### Statistiche di squadra
| Competizione | Punti | In casa | In casa | In casa | In casa | In casa | In casa | In trasferta | In trasferta | In trasferta | In trasferta | In trasferta | In trasferta | Totale | Totale | Totale | Totale | Totale | Totale | DR  |
| Competizione | Punti | G       | V       | N       | P       | Gf      | Gs      | G            | V            | N            | P            | Gf           | Gs           | G      | V      | N      | P      | Gf     | Gs     | DR  |
| ------------ | ----- | ------- | ------- | ------- | ------- | ------- | ------- | ------------ | ------------ | ------------ | ------------ | ------------ | ------------ | ------ | ------ | ------ | ------ | ------ | ------ | --- |
| Serie B      | 48    | 19      | 11      | 8       | 0       | 29      | 11      | 19           | 5            | 8            | 6            | 13           | 14           | 38     | 16     | 16     | 6      | 42     | 25     | +17 |
| Coppa Italia | 4     | 2       | 2       | 0       | 0       | 2       | 0       | 2            | 0            | 0            | 2            | 1            | 5            | 4      | 2      | 0      | 2      | 3      | 5      | -2  |
| Totale       |       | 21      | 13      | 8       | 0       | 31      | 11      | 21           | 5            | 8            | 8            | 14           | 19           | 42     | 18     | 16     | 8      | 45     | 30     | +15 |

### Statistiche dei giocatori
| Giocatore      | Serie B  | Serie B | Serie B     | Serie B    | Coppa Italia | Coppa Italia | Coppa Italia | Coppa Italia | Totale   | Totale | Totale      | Totale     |
| Giocatore      | Presenze | Reti    | Ammonizioni | Espulsioni | Presenze     | Reti         | Ammonizioni  | Espulsioni   | Presenze | Reti   | Ammonizioni | Espulsioni |
| -------------- | -------- | ------- | ----------- | ---------- | ------------ | ------------ | ------------ | ------------ | -------- | ------ | ----------- | ---------- |
| A. Bigon       | 37       | 11      | -           | -          | 3            | 0            | -            | -            | 40       | 11     | -           | -          |
| P. Camozzi     | 34       | 5       | -           | -          | 4            | 0            | -            | -            | 38       | 5      | -           | -          |
| M. Colla       | 37       | 1       | -           | -          | 3            | 0            | -            | -            | 40       | 1      | -           | -          |
| D. Crespan     | 2        | -1      | -           | -          | 1            | -2           | -            | -            | 3        | -3     | -           | -          |
| E. Fumagalli   | 30       | 0       | -           | -          | 4            | 0            | -            | -            | 34       | 0      | -           | -          |
| G. Fusi        | 6        | 0       | -           | -          | 1            | 0            | -            | -            | 7        | 0      | -           | -          |
| P. Garzelli    | 36       | 2       | -           | -          | 3            | 1            | -            | -            | 39       | 3      | -           | -          |
| G. Maioli      | 34       | 2       | -           | -          | 3            | 0            | -            | -            | 37       | 2      | -           | -          |
| S. Malagutti   | 0        | 0       | -           | -          | 0            | 0            | -            | -            | 0        | 0      | -           | -          |
| R. Mola        | 33       | 8       | -           | -          | 2            | 1            | -            | -            | 35       | 9      | -           | -          |
| C. Montepagani | 11       | 0       | -           | -          | 2            | 0            | -            | -            | 13       | 0      | -           | -          |
| F. Pezzato     | 6        | 0       | -           | -          | 3            | 0            | -            | -            | 9        | 0      | -           | -          |
| G. Pirazzini   | 36       | 0       | -           | -          | 4            | 0            | -            | -            | 40       | 0      | -           | -          |
| L. Re Cecconi  | 14       | 0       | -           | -          | 1            | 0            | -            | -            | 15       | 0      | -           | -          |
| N. Saltutti    | 28       | 7       | -           | -          | 3            | 0            | -            | -            | 31       | 7      | -           | -          |
| L. Teneggi     | 28       | 0       | -           | -          | 4            | 0            | -            | -            | 32       | 0      | -           | -          |
| R. Trentini    | 38       | -24     | -           | -          | 3            | -3           | -            | -            | 41       | -27    | -           | -          |
| C. Turella     | 0        | 0       | -           | -          | 0            | 0            | -            | -            | 0        | 0      | -           | -          |
| G. Turola      | 0        | 0       | -           | -          | 0            | 0            | -            | -            | 0        | 0      | -           | -          |
| A. Valadè      | 1        | 0       | -           | -          | 0            | 0            | -            | -            | 1        | 0      | -           | -          |
| F. Vanzini     | 14       | 1       | -           | -          | 1            | 0            | -            | -            | 15       | 1      | -           | -          |
| L. Villa       | 27       | 4       | -           | -          | 3            | 1            | -            | -            | 30       | 5      | -           | -          |